# Kaboom!
Pour les articles homonymes, voir Kaboom.
Kaboom! est un jeu vidéo Atari 2600 conçu par Larry Kaplan et publié par Activision en 1981. Il sortit aussi sur l'Atari 5200 et les ordinateurs Atari 8-bit. Un remake était prévu sur Super Nintendo, mais il a été annulé. Vers la fin des années 1990, une version du jeu sur porte-clé a été créée par Tiger Electronics.
Il est intégré dans la compilation A Collection of Activision Classic Games for the Atari 2600.

## Système de jeu
Avec trois seaux, le joueur doit attraper des bombes qui sont lâchées par un personnage appelé "Mad Bomber" (Bombardeur Fou) en haut d'un mur. On gagne des points pour chaque bombe attrapée, et on gagne un seau supplémentaire (au maximum trois) pour chaque 1000 points. On perd un seau chaque fois que l'on rate une bombe. Au cours du jeu, les bombes tombent de plus en plus rapidement, ce qui rend évidemment les sept derniers niveaux de plus en plus difficiles. 
Lorsque le "Bombardeur Fou" lâche des bombes, il a une mine boudeuse. Si on manque une bombe, il sourit lorsqu'elle explose. Le manuel du jeu dit que quelque chose de "spécial" arrivera à partir d'un score de 10 000 points. Si le joueur atteint ce nombre, le "Bombardeur Fou" paraîtra surpris/inquiet, même si le joueur manque une bombe.

## Promotion du jeu
Lorsque Kaboom! fut vendu, quiconque parvenait à obtenir un score supérieur à 3 000 points pouvait envoyer à Activision une photographie de l'écran de sa télévision prouvant son exploit et devenir membre de la "Activision Bucket Brigade" (Brigade des Seaux d'Activision) ainsi qu'un insigne "Bucket Brigade".

## Accueil et critiques
Kaboom! devait à l'origine être une version Atari 2600 du jeu d'arcade Avalanche. Le jeu eut tout de même un grand succès, se vendant plus d'un million de cartouches en 1983.